# Гай Воласенна Север
Гай Воласенна Север (лат. Gaius Volasenna Severus; I століття) — політичний і державний діяч Римської імперії, консул-суффект 47 року.

## Біографія
Про народження, дитинство відомості не збереглися. Відомо, що впродовж листопада-грудня 47 року був консулом-суффектом разом з Гнеєм Гозідієм Гетою. Про подальшу долю свідчень немає.
Мав брата Публія Воласенна, який був у 54 році консулом-суффектом.